# لي ماكراي
لي ماكراي (بالإنجليزية: Lee McRae) هو منافس ألعاب قوى أمريكي، ولد في 23 يناير 1966 في بيمبروك في الولايات المتحدة.

## وصلات خارجية
- لي ماكراي على موقع الاتحاد الدولي لألعاب القوى (الإنجليزية)